# جينيفر نيوسوم
جينيفر لين سيبل نيوسوم (من مواليد 19 يونيو 1974) هي ممثلة ومخرجة أفلام وثائقية أمريكية وهي الشريك الأول الحالي لكاليفورنيا كزوجة الحاكم جافين نيوسوم. هي المخرجة والكاتبة والمنتجة لفيلم ملكة جمال التمثيل، الذي عرض لأول مرة في مسابقة الأفلام الوثائقية في مهرجان صندانس السينمائي 2011. يدرس الفيلم كيف أن وسائل الإعلام قلصت تمثيل المرأة في مناصب السلطة، فيلمها الثاني الذي كتبته وأنتجته وأخرجته القناع الذي تعيش فيه، يفحص بدقة تعريف المجتمع الأمريكي للذكورة.
خلال فترة ولايتها كزوجة الحاكم ، تمت إعادة تسمية دور السيدة الأولى لتصبح الشريك الأول اللغة المحايدة بين الجنسين. كانت سابقًا السيدة الثانية للولاية من عام 2011 إلى عام 2019 والسيدة الأولى في سان فرانسيسكو من عام 2008 إلى عام 2011.

## روابط خارجية
- Jennifer Siebel Newsom – Office of Governor Gavin Newsom
- Jennifer Siebel Newsom في قاعدة بيانات الأفلام على الإنترنت
- Jennifer Siebel Newsom  على فيسبوك.

| ألقاب تشريفية        | ألقاب تشريفية                                                | ألقاب تشريفية                                |
| -------------------- | ------------------------------------------------------------ | -------------------------------------------- |
| سبقه Laura Maldonado | Second Lady of California January 10, 2011 – January 7, 2019 | تبعه Markos Kounalakis (as Second Gentleman) |
| سبقه Anne Gust Brown | First Partner of California January 7, 2019 – present        | الحالي                                       |